# 蒙托略 (德龙省)
蒙托略（法語：Montaulieu，法語發音：[mɔ̃toljø]）是法国德龙省的一个市镇，属于尼永斯区。

## 地理
蒙托略（44°21'28"N, 5°13'26"E）面积13.05 平方千米，位于法国奥弗涅-罗讷-阿尔卑斯大区德龙省，该省份为法国东南部内陆省份，北起顺时针与伊泽尔省、上阿尔卑斯省、上普罗旺斯阿尔卑斯省、沃克吕兹省和阿尔代什省接壤。
与蒙托略接壤的市镇（或旧市镇、城区）包括：阿尔帕翁、贝尼韦-奥隆、博尔代特新堡、屈尔尼耶、莱皮耶、罗什布吕讷。

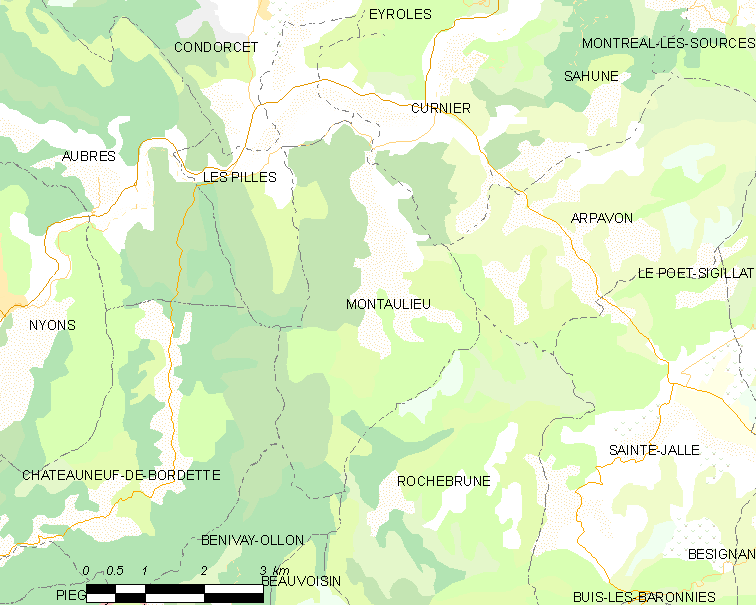
的OSM定位图

蒙托略的时区为UTC+01:00、UTC+02:00（夏令时）。

## 行政
蒙托略的邮政编码为26110，INSEE市镇编码为26190。

## 政治
蒙托略所属的省级选区为尼永斯-巴罗尼县。

## 人口

1962-2008年间人口变化图示

蒙托略于2022年1月1日时的人口数量为88人。